# Gone Home
Gone Home é um jogo eletrônico de exploração em primeira pessoa desenvolvido e publicado pela The Fullbright Company. Inicialmente o jogo foi lançado para os computadores Microsoft Windows, OS X e Linux em agosto de 2013, seguido pelos lançamentos para os consoles PlayStation 4 e Xbox One em janeiro de 2016 e Nintendo Switch em setembro de 2018.
Situado no ano de 1995, Gone Home coloca o jogador no papel de uma jovem mulher que retorna do exterior para a sua casa familiar na zona rural Oregon e acaba encontrando sua família atualmente ausente e a casa vazia, deixando-a para descobrir por si mesma os eventos recentes. Ela descobre que sua irmã mais nova tinha revelado-se como lésbica para sua família, criando conflitos com seus pais que levaram ao estado atual da casa. Atípico da maioria dos jogos eletrônicos, Gone Home não apresenta muita interatividade e, ao invés disso, permite que o jogador explora a casa em seu próprio ritmo e determine o que aconteceu no local examinando itens, periódicos e outros itens espalhados pelos vários cômodos da casa. A equipe da Fullbright, que já havia trabalhado anteriormente no BioShock 2: Minerva's Den, trouxe conceitos e ideias do mesmo para a criação de um jogo de exploração que envolvesse o jogador na descoberta de uma narrativa que progredisse de forma não linear durante sua busca pela casa, ao mesmo tempo em que isso manteve o projeto do jogo gerenciável nos moldes de sua pequena equipe de desenvolvedores.
Gone Home foi amplamente elogiado pela crítica desde o seu lançamento. Várias pessoas utilizaram o jogo para exemplificar jogos eletrônicos como forma de arte, já que seu formato de jogo não-convencional demonstra a progressão da indústria de jogos eletrônicos em mais formas artísticas. Todavia, isso também levantou a questão de saber se Gone Home deveria ser considerado um jogo, o que o levou a ser chamado pelo termo depreciativo de "simulador de caminhada" que geralmente descreve jogos de exploração com pouca interatividade, muito embora a indústria tenha aderido a este termo desde então. A história envolta dos personagens de Gone Home foi elogiada por abordar questões LGBT com as quais muitos jogadores poderiam se identificar.

## Jogabilidade
O jogador assume o papel de Katie com câmera na perspectiva em primeira pessoa, sendo possível locomover-se pela casa e interagir com objetos presentes nos cenários. Não existem objetivos definidos no jogo; entretanto, o jogo encoraja e recompensa o jogador quando eles exploram novas áreas da casa e buscam novas mensagens. Grande parte da interatividade se baseia em encontrar e observar objetos e ler anotações dentro da casa. Para progredir no jogo, o jogador deve encontrar certos objetos que desbloqueiem o acesso a outras partes da casa.

## Enredo
Em 7 de junho de 1995, Kaitlyn "Katie" Greenbriar, de 21 anos, volta do exterior para a nova casa de sua família no fictício condado de Boon, no Oregon: seu pai, Terry, um escritor fracassado que ganha a vida escrevendo análises de eletrodomésticos; sua mãe, Janice, uma conservacionista da vida selvagem que recentemente foi promovida a diretora; e sua irmã de 17 anos, Samantha. Ao chegar, ela encontra a casa deserta e com grande parte de seus pertences ainda em caixas móveis, e uma nota na porta de Sam implorando que Katie não investigasse o que aconteceu.

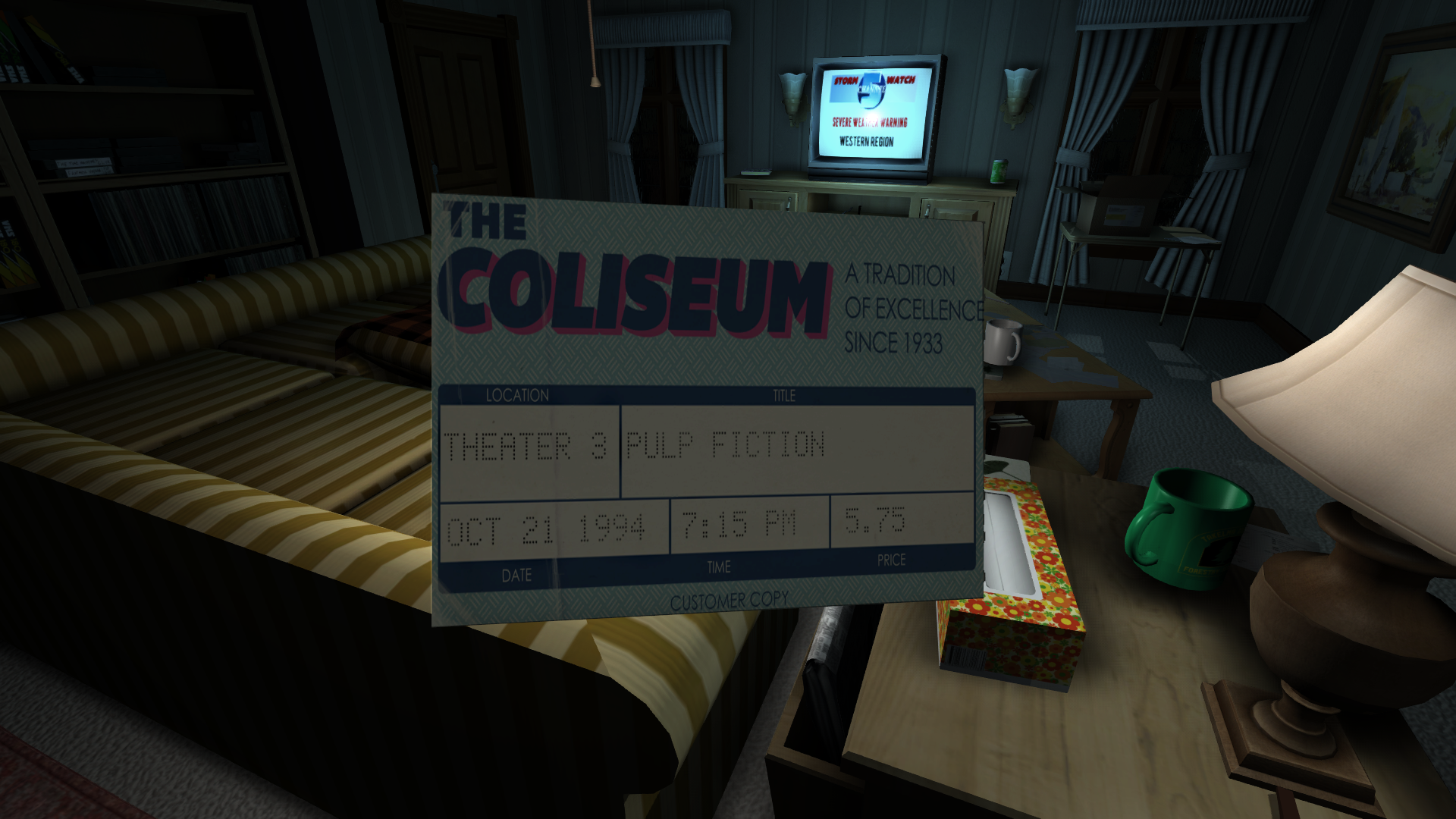
Em Gone Home, o jogador deve interagir com diversos objetos da casa na perspectiva de uma filha mais velha para progredir no jogo (na imagem, o jogador está investigando um ingresso de cinema para o filme Pulp Fiction).

Fazendo buscas pela casa, Katie começa a juntar às peças de toda a trama que aconteceu durante a sua ausência: Depois da mudança, Samantha achou difícil se adaptar à sua nova escola, mas acabou fazendo amizade com outra garota, Yolanda "Lonnie" DeSoto, uma cadete do Corpo de Treinamento de Oficiais da Reserva Júnior. As duas ficam mais ligadas por terem gostos em comum como Street Fighter, punk rock, grunge e o florescente movimento riot grrrl, e depois de fugirem juntas para assistirem um concerto, ambas acabam se envolvendo romanticamente. Depois de vários incidentes na escola, os pais de Sam descobriram sobre seu relacionamento, e proibiram Sam de fechar a porta do quarto enquanto ela não rompesse laços com Lonnie, e negando que sua filha seja lésbica. E como Lonnie foi enviada para longe para dar início aos seus trabalhos militares, Sam acabou ficando sozinha e perturbada.
Dois dias depois de seu show de despedida, que coincide com o dia da volta de Kaitlin, e a semana em que os pais de Sam vão sair de férias (que é revelado como sendo uma viagem de aconselhamento em vez de um acampamento, como disseram à outros), Lonnie parte para o seu posto de serviço, mas eventualmente ela liga para Sam de um telefone público para lhe dizer que ela havia descido do ônibus em Salem e que queria que elas ficassem juntas. A última entrada no diário de Sam para Katie explica que ela arrumou suas coisas e levou seu carro para encontrar Lonnie, na esperança de começar uma nova vida com ela fora de Oregon.
Opcionalmente, Katie pode encontrar várias outras pistas que fornecem informações sobre eventos adicionais que aconteceram durante o tempo em que esteve fora: está implícito que Janice estava começando a ter sentimentos românticos em relação a um subordinado, e que Terry foi abusado por Oscar Masan, seu tio e ex-proprietário da casa.

## Desenvolvimento

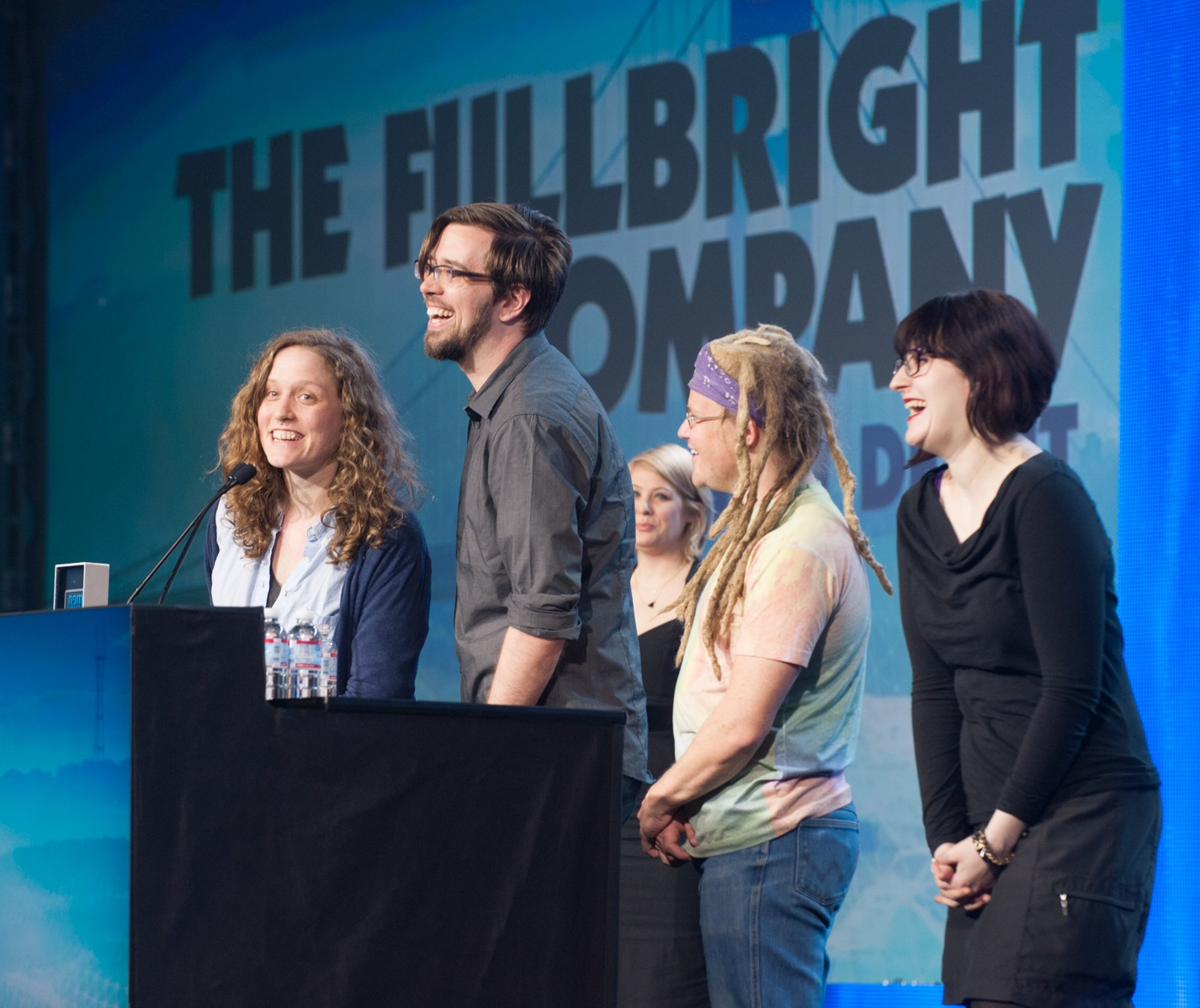
A Fullbright Company durante o Game Developers Choice Awards em 2014. Da esquerda para a direita: Kate Craig, Steve Gaynor, Johnnemann Nordhagen e Karla Zimonja.

A Fullbright foi fundada por Steve Gaynor, Karla Zimonja e Johnnemann Nordhagen como "The Fullbright Company". Os três já haviam trabalhado juntos na 2K Games no desenvolvimento de BioShock 2: Minerva's Den. Todos os três foram atraídos pela oportunidade de desenvolver um jogo de exploração influenciado pelo Minerva's Den por meio de uma pequena equipe independente ao invés de uma grande empresa, e posteriormente deixaram a 2K Games para fundar a Fullbright. No intuito de reduzir eventuais custos, a equipe mudou-se para uma casa na cidade de Portland, Oregon, e montaram um escritório no porão, sendo Gone Home o primeiro jogo deles. Gaynor considerou que o seu trabalho anterior nos jogos da franquia BioShock como efetivo para o estágio de pré-produção do Gone Home, permitindo que eles o completassem no período de dezessete meses. O rápido desenvolvimento foi auxiliado pelo primeiro protótipo do jogo que foi auxiliado pelo motor HPL Engine 2 do jogo Amnesia: The Dark Descent (o qual Gaynor já tinha experiência), antes de completarem o jogo utilizando o Unity 4.
O conceito inicial de Gone Home era para que o jogador explorasse uma casa inteligente que incluiria uma inteligência artificial central que executaria tudo com robôs correndo para completar as tarefas. O jogador seria capaz de mudar o estado da casa através de suas ações; Gaynor comparou esta ideia como se fosse um System Shock sem combate. Ao explorarem essa ideia, e reconhecendo o pequeno tamanho de sua equipe, eles consideraram o que poderia ser alterado caso tornassem a casa mais parecida com uma casa comum sem quaisquer outros personagens visivelmente presentes, o que simplificaria significativamente o desenvolvimento em algo mais gerenciável para a equipe. Isso criou o foco do jogo como sendo "sem outras pessoas, sem outros personagens, [apenas] você em um único ambiente". O escopo reduzido permitiu que eles concluíssem o jogo com três pessoas responsáveis pela programação, narrativa e recursos de arte 2D, juntamente com o trabalho à distância de Kate Craig para a modelagem 3D do jogo. Particularmente, o escopo menor eliminou a necessidade de qualquer tipo de modelador de personagens ou animador. A esposa de Craig, Emily Carroll, uma artista de gibis a quem Gaynor era fã, também ajudou a projetar alguns dos recursos e logotipos de arte do jogo.
Na questão da narrativa, Gone Home foi desenvolvido em torno da família; Gaynor havia declarado que, apesar de todas as armadilhas de ficção científica no Minerva's Den, sua narrativa central era sobre um homem, sua esposa e como o passado do homem estava afetando esse relacionamento, e que usou a mesma abordagem para o Gone Home. Eles colocaram o jogador como um dos membros da família para remover qualquer tipo de moralidade de explorar uma casa que não lhes pertencia. Além disso, eles estabeleceram que a família havia se mudado recentemente para a casa; Gaynor temia que o jogador tivesse dificuldade em identificar os elementos-chave que estariam presentes no meio de todos os outros objetos dentro de uma casa bem vivida, enquanto que em caso um movimento fosse realizado recentemente, apenas objetos de importância imediata teriam sido descobertos, facilitando tanto a exploração quanto a concentração do jogador neles. A Fullbright definiu que o jogo fosse ambientado em 1995 porque o considerou como o ano mais recente em que a tecnologia não tornou a maioria das comunicações digitais por natureza, de modo que eles não precisaram explicar como a comunicação digital afetaria suas histórias, enquanto mantinha elementos familiares aos jogadores. Outra fonte de inspiração foi a exploração urbana, particularmente o haikyo japonês, casas abandonadas há muito tempo devido à industrialização. Gaynor disse que havia mistérios acerca dos moradores destas casas e que as pessoas poderiam desvendá-los ao examinarem o estado dos ambientes abandonados.
Gaynor afirmou que o Minerva's Den estava mais focado na narrativa através do ambiente do que na jogabilidade baseada em ação, e estabeleceu a abordagem e os elementos de design necessários para o Gone Home. Outros elementos empregados em Gone Home que informaram sua experiência em BioShock foram os níveis não-lineares para exploração e o descobrimento de elementos narrativos através de logs de áudio os quais o jogador teria que procurar ativamente, ambos apoiavam os elementos de exploração do jogo. Gaynor também observou a abordagem que a Looking Glass Studios utilizou para desenvolver simuladores de imersão. Um desafio que a Fullbright considerou era o de que nem todo jogador necessariamente encontraria todas as pistas narrativas para os vários elementos do enredo, e então era preciso que eles tornassem a história flexível o suficiente para que o jogador pudesse entender essas narrativas sem achar por obrigação todos os elementos que eles desenhavam. Gaynor estava ciente de que tal abordagem seria vista de forma não convencional para um jogo, desta forma eles não se propuseram a fazer algo no espectro vanguardista, mas sim como uma prova de conceito de que tais jogos poderiam ser imersivos para atrair o jogador a explorá-lo completamente e conseguir entender a narrativa por si mesmo.

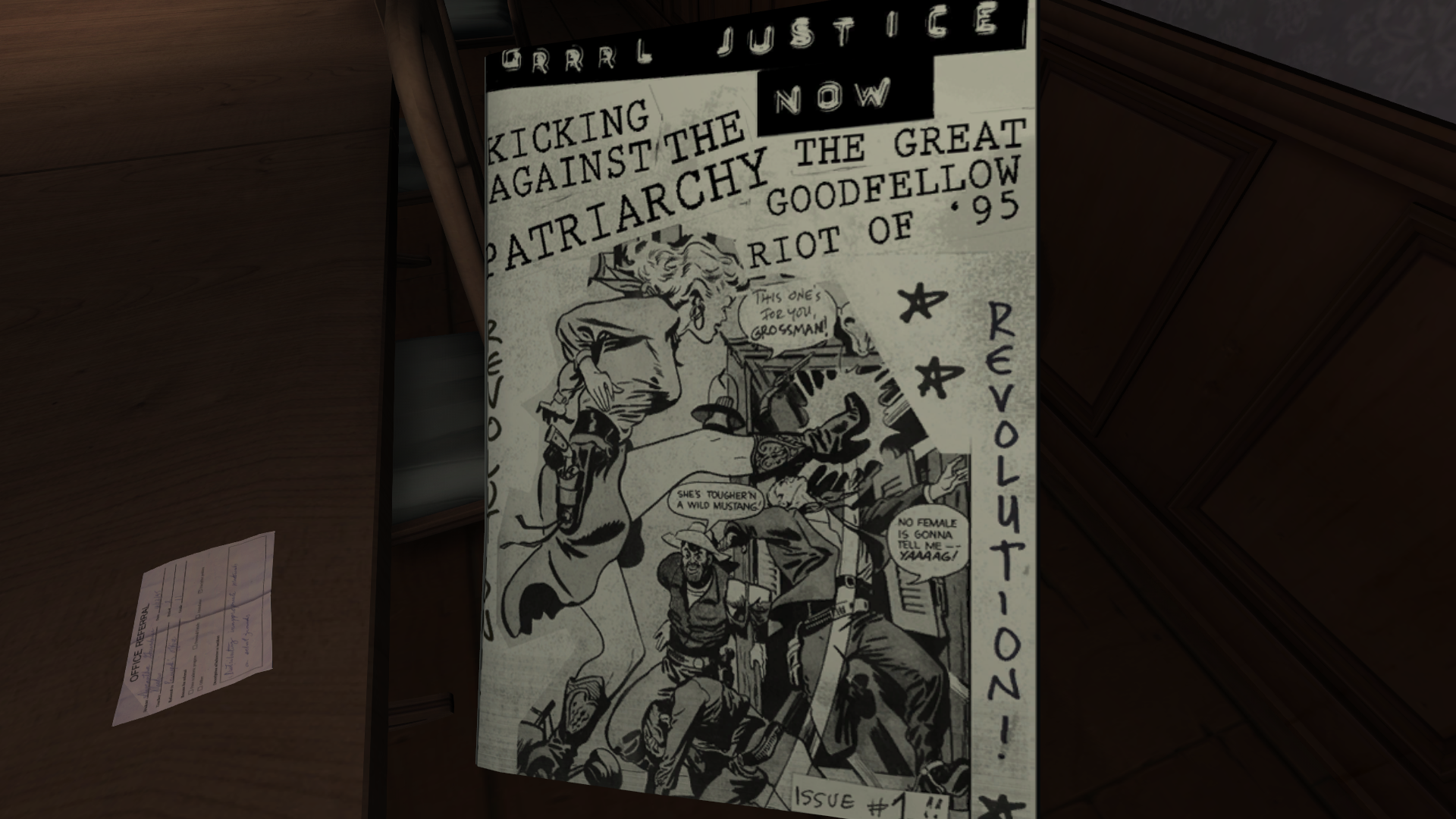
O jogador explora objetos ao redor da casa para entender a história. A maior parte da arte do jogo é influenciada pelo movimento riot grrrl em meados dos anos 90.

O jogo apresenta música das bandas do estilo riot girrrl Heavens Betsy e Bratmobile; A Fullbright tinha conhecimento da gravadora Kill Rock Stars, sediada em Portland, e trabalharam antecipadamente com eles para garantir os direitos das músicas uma vez que a equipe já havia se estabelecido no local e no período de tempo. Depois de mostrarem o jogo no Grrrl Front Fest, um festival de música riot grrrl realizado em Portland, eles atraíram a atenção de uma banda local, The Youngins, que forneceu a música para a Girlscout, uma banda fictícia criada para o jogo. A trilha sonora original do jogo foi composta por Chris Remo, amigo de Gaynor e co-apresentador do podcast Idle Thumbs, com mais de 30 minutos de música que acompanham a principal jogabilidade de exploração do jogo, com músicas exclusivas também marcadas para cada um dos registros de áudio do jogo.
Um modo contendo os comentários dos desenvolvedores foi lançado como uma atualização gratuita para o jogo em outubro de 2013.

### Conversões
Uma versão do jogo para consoles estava sendo desenvolvida pela Midnight City. Contudo, o projeto acabou sendo cancelado depois que a Midnight City foi fechada em março de 2015. Mais tarde, o desenvolvimento de uma conversão do jogo para os consoles PlayStation 4 e Xbox One foi transferido para a Majesco Entertainment e ambas foram lançadas em 12 de janeiro de 2016. Essas conversões incluíram gráficos e áudio aprimorados e utilizavam a versão mais atualizada do motor do jogo, o Unity 5.
Gone Home foi lançado para o Nintendo Switch em 6 de setembro de 2018 através do apoio da publicadora Annapurna Interactive. A versão para Switch incluiu a arte final de cartuchos licenciados do Super Nintendo Entertainment System em objetos do jogo, substituindo os cartuchos fictícios usados em outras versões, como parte da colaboração do jogo com a Nintendo. Em comemoração do quinto aniversário do jogo, a Annapurna Interactive, em colaboração com iam8bit, anunciou um lançamento físico e limitado do jogo para o Nintendo Switch, juntamento com um lançamento limitado de discos de vinil contendo a trilha sonora do jogo, que está previsto para ser lançado no primeiro trimestre de 2019.

## Recepção
Gone Home recebeu críticas muito positivas dos jornalistas de jogos eletrônicos. No agregador de avaliações Metacritic, o jogo detém uma pontuação de 86 de 100 baseado em 56 análises.
Emily Morganti do Adventure Gamers comentou que Gone Home tinha uma "história realista e cativante que é contada através de pistas no ambiente e narrações em áudio" e que "muitas pessoas leem livros pela oportunidade de ver a vida através dos olhos de outra pessoa, mas é raro um jogo fazer isso tão bem quanto este fez." Matthew Braga, do Financial Post, também observou que "este é um jogo que alguns vão considerar uma evidência inovadora no debate atual sobre jogos como forma de arte", acrescentando que o jogo foi feito para "mergulhar nas profundezas da experiência fora do núcleo jovem, tipicamente branco e masculino, do jogo." Todavia, Oli Welsh, escrevendo para o Eurogamer, avaliou o jogo com nota 6 de 10 declarando que: "A Fullbright Company construiu uma bela casa para contar histórias íntimas em jogos, mas ainda não encontrou a história."
Os temas LGBT do jogo foram amplamente elogiados. A Fullbright relatou ter recebido inúmeras respostas não apenas de jogadores LGBT do jogo que apreciaram a forma como eles contaram a história e como essas pessoas têm que lidar com a rejeição de sua família, mas também de jogadores que se opunham aos direitos LGBT e que, quando descobriram que o jogo apresentava problemas relacionados as questões LGBT, mudaram de ideia sobre o assunto. A Fullbright também recebeu críticas de alguns jogadores que criticaram a concentração do jogo na temática LGBT em detrimento de outros elementos da história. Devido às declarações feitas pelos organizadores dos eventos PAX Prime, as quais a Fulbright considerou depreciativas em relação aos LGBTs, a empresa desistiu de exibir Gone Home durante o quadro MEGABOOTH Indie durante o evento PAX Prime de 2013, enfatizando a importância de respeitar as questões LGBT. Tendo isso em vista, a PAX anunciou que estabeleceria Centros de Diversidade em seus eventos futuros para "os participantes encontrarem informações relacionadas à questões que envolvessem mulheres, LGBTQ, pessoas de cor, pessoas com deficiência e problemas de saúde mental nos jogos".
Alguns repórteres levantaram a questão de saber se Gone Home deve ou não deve ser considerado um jogo eletrônico, uma vez que ele não possui a interatividade padrão que um jogador normalmente teria com um jogo. Gaynor afirmou que Gone Home foi desenvolvido especificamente para o meio dos jogos eletrônicos, afirmando que eles consideravam uma "discussão editada" entre a Fullbright e o jogador, como "o conteúdo que você encontra [no jogo] aparece de forma diferente do que para outra pessoa. É único para cada usuário bem como sua interpretação. A interatividade dele torna a experiência única para você." Gaynor usou como exemplo a habilidade de ligar ou desligar luzes em qualquer cômodo da casa para explicar o conceito. Eles incluíram essa interatividade na medida que desenvolveram o jogo, eles descobriram que isso dava um meio para os jogadores rastrearem se eles estivessem dentro de uma sala antes ou não, já que a casa começa de outra forma escura, então ele considerou esse método pelo qual eles sabem o que os jogadores provavelmente gostariam de fazer e fornecer-lhes meios para isso, tornando a experiência interativa. A falta de interatividade em Gone Home levou algumas pessoas a o chamarem de "simulador de caminhada" na época do seu lançamento, embora desde então a indústria tenha aceitado os "simuladores de caminhada" para descrever jogos narrativos contemplativos com pouca interação direta como acontece em The Stanley Parable, Firewatch e What Remains of Edith Finch. A abordagem narrativa de Gone Home com foco na exploração foi um ponto de influência em algumas partes de Uncharted 4: A Thief's End e Prey.
Devido à natureza atípica de Gone Home e sua narrativa centrada em questões LGBT, o jogo tornou-se um ponto central de discussão no início da controvérsia Gamergate em agosto de 2014. Uma pequena parte dos jogadores de jogos eletrônicos que apoiaram o aparente movimento Gamergate criticaram jogos como Gone Home e Depression Quest por não possuírem as mesmas qualidades de jogos convencionais e, ainda assim, ganharem elogios da imprensa especializada, além de forçar os jogadores a aceitar tópicos como questões LGBT. Os críticos argumentaram que esses elementos fazem parte da ideia de considerar os jogos eletrônicos como uma forma de arte, demonstrando como este meio está mudando.

### Vendas
Em setembro de 2013, a Fullbright anunciou que o jogo havia vendido mais de 50.000 cópias. Em fevereiro de 2014, as vendas atingiram 250.000 cópias. Na época do lançamento de Tacoma, o segundo jogo da Fullbright lançado em outubro de 2017, foi revelado que Gone Home havia vendido mais de 700.000 cópias.